# Дзвін минаючого літа
«Дзвін минаючого літа» — радянський двосерійний художній телефільм 1979 року, знятий на кіностудії «Білорусьфільм».

## Сюжет
Дія фільму відбувається в наші дні в одному з білоруських сіл. У центрі фільму — молоді закохані, що знайшли після ряду випробувань своє щастя.

## У ролях
- Анатолій Матешко — Степан
- Ольга Смоляк — Таня (озвучила Ольга Громова)
- Петро Юрченков — Тимофій Криниця, Тимко
- Ірина Березіна — Надя, вихователька в дитячому садку
- Юрій Каморний — Олександр Трохимович Ліхота, вчитель історії (озвучив Володимир Січкар)
- Руслан Нехайчик — Васька, брат Степана (озвучила Ярослава Турильова)
- Ніна Розанцева — Наста
- Анна Дубровіна — Зінаїда Миколаївна, доярка
- Борис Сабуров — Єфремич, колгоспний сторож
- Віктор Тарасов — Макар Семенович, голова колгоспу
- Олексій Ванін — Петрок, коваль, батько Тані (озвучив Арнольд Помазан)
- Нінель Жуковська — Катерина, мати Тані
- Капітоліна Іллєнко — бабка
- Олександр Безпалий — Юрій Віталійович, завідувач сільським клубом
- Валерій Захар'єв — Сеня
- Володимир Грицевський — комбайнер
- Валентина Кравченко — лікар
- Ростислав Шмирьов — колгоспник
- Лідія Мордачова — епізод
- Вадим Асветинський — Олексій

## Знімальна група
- Режисер — Юрій Дубровін
- Сценаристи — Володимир Грицевський, Ростислав Шмирьов, Анатолій Галієв
- Оператор — Леонід Пекарський
- Композитор — Євген Глєбов
- Художник — Володимир Бєлоусов